# Katholische Stadtpfarrkirche (Hermannstadt)

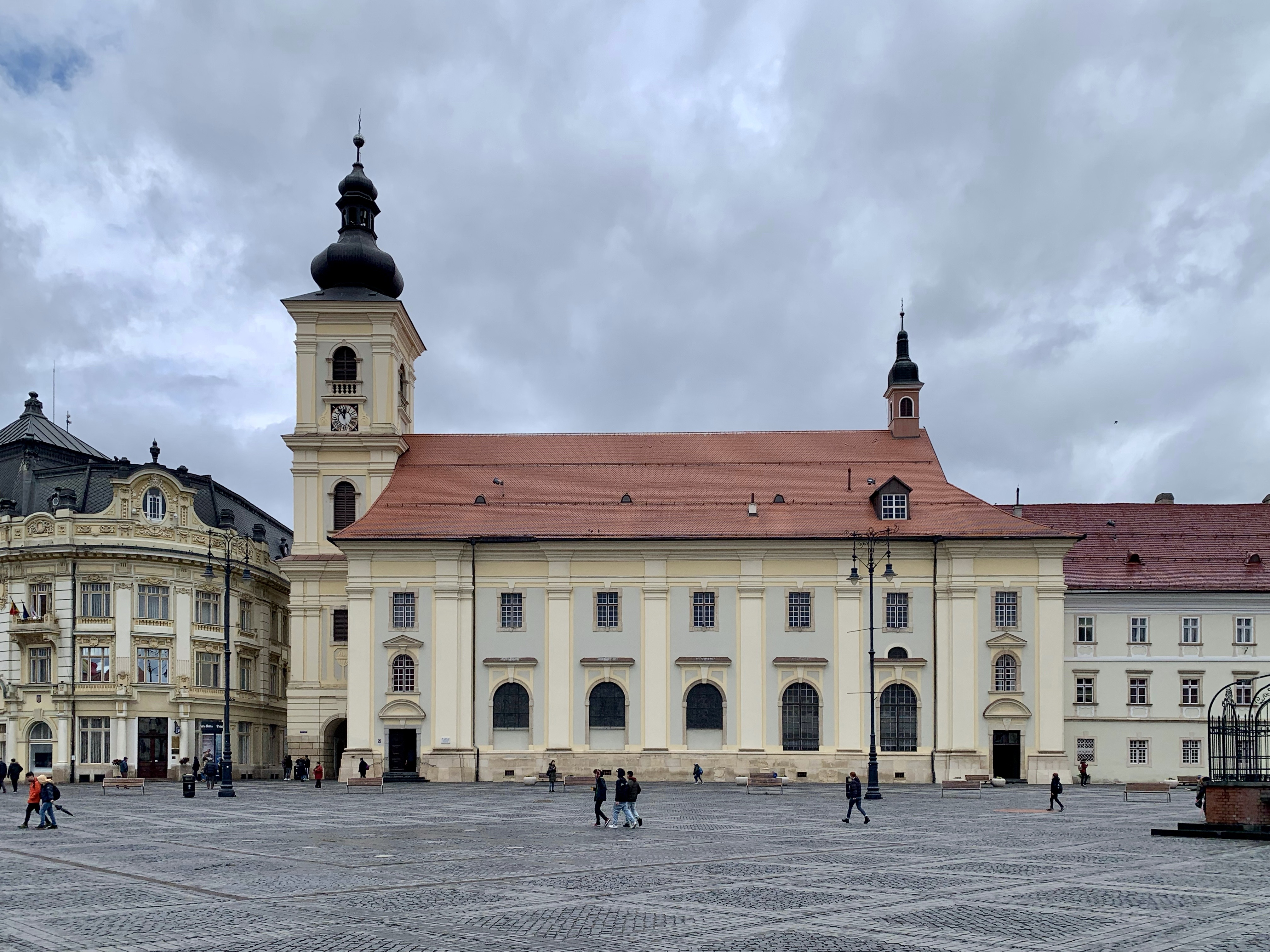
Katholische Stadtpfarrkirche Hermannstadt

Die Katholische Stadtpfarrkirche (ehemals Jesuitenkirche) ist eine barocke römisch-katholische Kirche in Hermannstadt. Sie befindet sich am Großen Ring und bildet ein Bauensemble mit der ehemaligen Jesuitenresidenz (heute Katholisches Stadtpfarrhaus).

## Geschichte

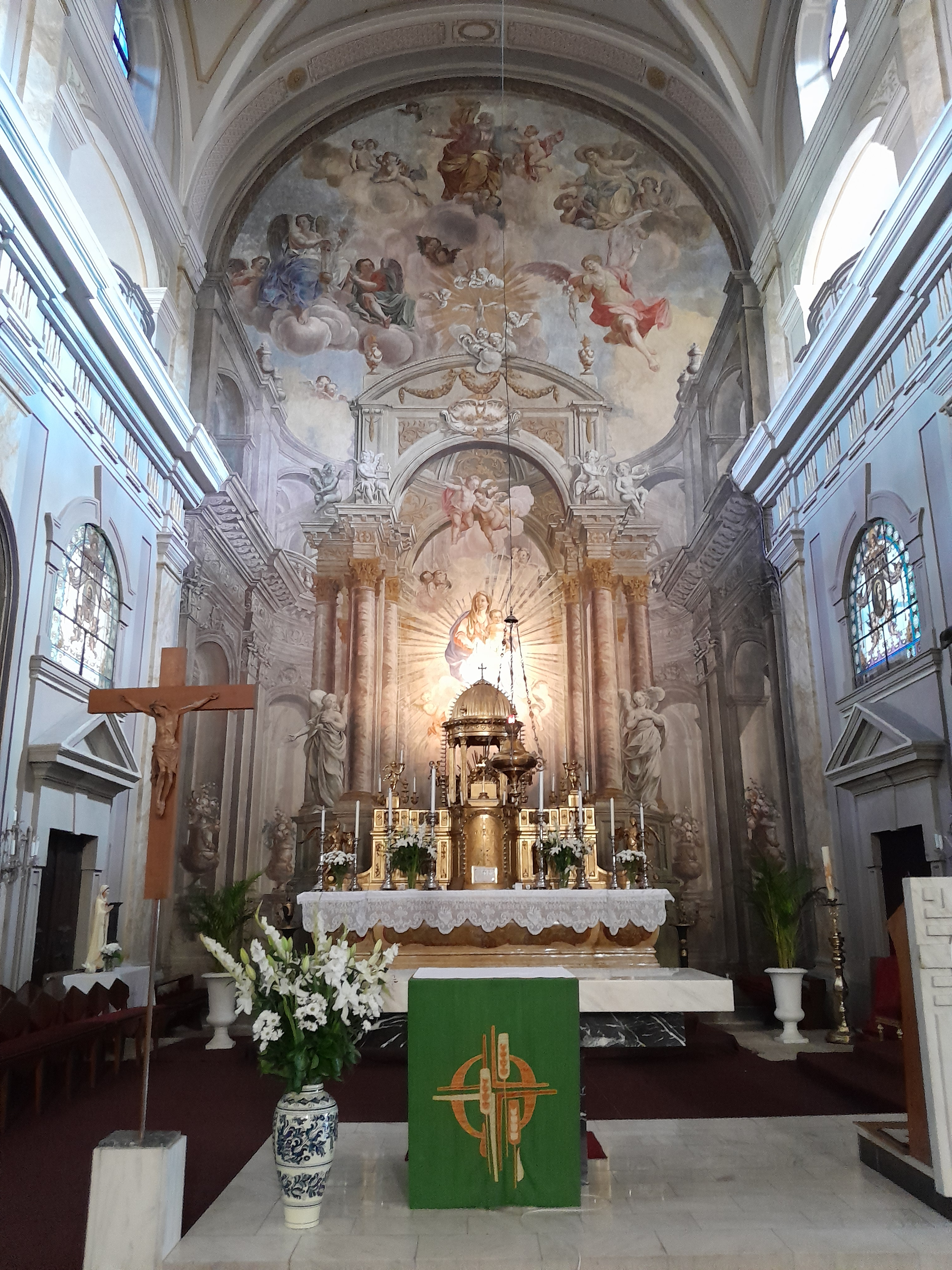
Innenraum im Jahr 2025

Seit 1543 waren die Stadtpfarrkirche und alle anderen Kirchen in Hermannstadt protestantisch. Erst als Siebenbürgen ab 1688 in die Habsburgermonarchie eingegliedert wurde, entstand wieder eine katholische Gemeinde.
Nach 1689 wurden den Jesuiten Verkaufslauben auf dem Großen Ring überlassen. Als sie einen Bauplatz auf dem Großen Ring für ihre Kirche forderten, verweigerte ihnen der Magistrat die Genehmigung. 1721 legte der kommandierende General Damian Hugo von Virmont einen fertigen Vertrag vor, demzufolge dem Jesuitenorden mehrere Immobilien für den Bau einer Kirche und einer Residenz überlassen wurden. 1726 wurde der Grundstein gelegt, 1733 wurde der Bau fertiggestellt und am 13. September durch Bischof Gregor Sorger geweiht. Der baulich eigenständige Turm, durch den die Gasse vom Großen zum Kleinen Ring führt, wurde 1738 angefügt.
Mit der Aufhebung des Ordens 1773 löste sich die Jesuitenniederlassung auf; die Kirche blieb katholische Pfarrkirche.

## Bau und Ausstattung
Die Jesuitenkirche ist eine Wandpfeilerkirche mit zwei Seitenkapellen in jedem Joch und darüber durchlaufenden Emporen. Den Abschluss bildet ein Stichkappengewölbe.
Von der überwiegend barocken Ausstattung gilt die Maria mit dem Kind über dem Tabernakel als „bedeutendste Barockmalerei Hermannstadts“. An der Südwand des Chores steht das monumentale Grabdenkmal des Feldmarschalls Otto Ferdinand von Abensperg und Traun (1677–1748), ein Werk des Bildhauers Anton Schuchbauer. Die Bildfenster mit biblischen, hagiografischen und allegorischen Motiven wurden 1901 in Budapest angefertigt.